# مکس پیکا
مکس پیکا (فرانسوی: Max Pécas‎؛ ‏ ۲۵ آوریل ۱۹۲۵ – ۱۰ فوریهٔ ۲۰۰۳) کارگردان فیلم، فیلم‌نامه‌نویس و تهیه‌کننده فیلم اهل فرانسه بود.
از فیلم‌های او می‌توان به هزار و یک انحراف فلیسیا، رویاهای پورن و شهوت است.